# Die Emancipation
Die Emancipation – Zeitschrift für Frauen war eine im April und Mai 1875 in Wien erschienene Publikation. Die erste Ausgabe kam am 22. April 1875 als „Probenummer“ auf den Markt. Nach nur zehn Ausgaben stellte sie am 25. Mai 1875 ihr Erscheinen ein. Herausgeber, verantwortlicher Redakteur und Hauptautor war Hermann Feigl.

## Einordnung
Zeitungen und Bücher für Frauen waren im 19. Jahrhundert nicht unüblich. Die meisten stellten das Hausfrauliche nach vorn. Anders als manch andere direkt an Frauen gerichtete Publikation wurde Die Emancipation von Männern geschrieben, die nicht die Frau, sondern den Mann ansprachen, der über die Frau schöngeistig nachdenken sollte. Programmatisch stand die mit jeweils acht Seiten erscheinende Zeitschrift dafür, …
„besonders jener Frauenwelt, welche eine höhere Geistesbildung anstrebt, neben angenehmer Unterhaltung reichlichen und gediegenen Stoff zur Belehrung für die verschiedenen weiblichen Berufszweige und Lebensverhältnisse“
… zu bieten.
Jede Ausgabe begann mit einem sich über zwei Seiten erstreckenden Leitartikel, gefolgt von einigen Gedichten und einem vom Herausgeber geschriebenen Fortsetzungsroman und weiteren Gedichten. Seite 7 besteht aus Werbeanzeigen, die letzte Seite aus einer Liste von Hausmitteln wie Bruchpflastern und Kopfsalbe, beworben von einer Apotheke auf der Tuchlauben. Dazwischen gestreut finden sich auch Artikel, in denen die Frau mit keinem Wort erwähnt wird, etwa wenn es um das Schachspiel geht. Beim Erlernen von Fremdsprachen wird Mädchen unterstellt, bei einigen Floskeln wie „Very well, thank God“ stehen zu bleiben und es dabei zu belassen. Die Frau „schöngeistere“ gern, aber nur oberflächlich. An vielen Stellen wird der Unterschied zwischen Frau und Weib, zwischen Jungfrau und (alte) Jungfer, Dirne und Magd ausführlich erörtert.
Die Leitartikel der zehn Ausgaben:
1. Was versteht man unter Frauen-Emancipation?
2. Ausdehnung und Grenzen der Frauen-Emancipation
3. Frauenbildung
4. Mädchen-Erziehung
5. Die Frau als Lehrerin
6. Die Frau als Arzt
7. Die Frauen und die classischen Wissenschaften
8. Die Frau in der schönen Literatur
9. Die Frau in der bildenden Kunst
10. Mädchen-Schulen

Weder über den Herausgeber noch über den Grund der kurzen Erscheinungsdauer gibt es valide Quellen.